# 傍頸管ブロック

子宮頚部（丸内）

傍頸管ブロック（ぼうけいかんぶろっく、paracervical block）は、産婦人科で用いられる麻酔法で、子宮頸部の腟円蓋に沿って3～7mmの深さで2～6ヵ所に局所麻酔薬を注入する。米国では、子宮内避妊器具（IUD）挿入時に傍頸管ブロックが十分に行われていない。これは、女性の健康に関する研究が十分になされていないことと関係があると推測されている。
子宮鏡検査や真空吸引法など、さまざまな産科的・婦人科的処置に用いられる。リドカインを麻酔薬として真空吸引を受ける女性を対象とした研究によると、頸管内ブロックと同等の効果がある。NSAIDsの一種であるケトロラクを加えることで、疼痛コントロールが改善するという利点もある。